# 22907 van Voorthuijsen
22907 van Voorthuijsen este un asteroid din centura principală de asteroizi.

## Descriere
22907 van Voorthuijsen este un asteroid din centura principală de asteroizi. A fost descoperit pe 3 octombrie 1999 la Socorro, New Mexico, în cadrul proiectului LINEAR. Asteroidul prezintă o orbită caracterizată de o semiaxă mare de 3,07 ua, o excentricitate de 0,14 și o înclinație de 9,9° în raport cu ecliptica.